# Мурти, Акшата
Акшата Нара́ян Мурти (род. апрель 1980, Хубли, Карнатака) — индийский модельер. Дочь Нараяны Мурти, сооснователя мультинациональной корпорации Infosys, и писательницы Судхи Мурти. Владеет 0,93 % акций компании. Её состояние стало предметом обсуждения британских СМИ в контексте налоговой системы Великобритании.
Жена премьер-министра Великобритании и лидера Консервативной партии Риши Сунака с 25 октября 2022 года по 5 июля 2024 года.

## Биография

### Ранние годы
Мурти родилась в Хубли, воспитывалась бабушкой и дедушкой. Отец — индийский предприниматель Нараяна Мурти, мать — писательница Судха Мурти. Когда ей было два года, семья переехала в Мумбаи. Брат — выпускник Гарвардского университета Рохан Мурти.
Образование получила в средней школе для девочек в Бангалоре и колледже Клермонт-Маккенна в Калифорнии. Имеет диплом в области дизайна и мерчандайзинга и магистра делового администрирования в Стэнфордском университете.

### Личная жизнь
В августе 2009 года вышла замуж за Риши Сунака с которым познакомилась в Стэнфордском университете. У пары есть две дочери: Анушка и Кришна. Супруги владеют квартирой на Олд-Брэмптон роуд, поместьем Кирби Сигстон в графстве Йоркшир.
Мурти — гражданка Индии. В апреле 2022 года сообщалось, что она не имеет постоянного места жительства в Великобритании.